# 타카노 우라라

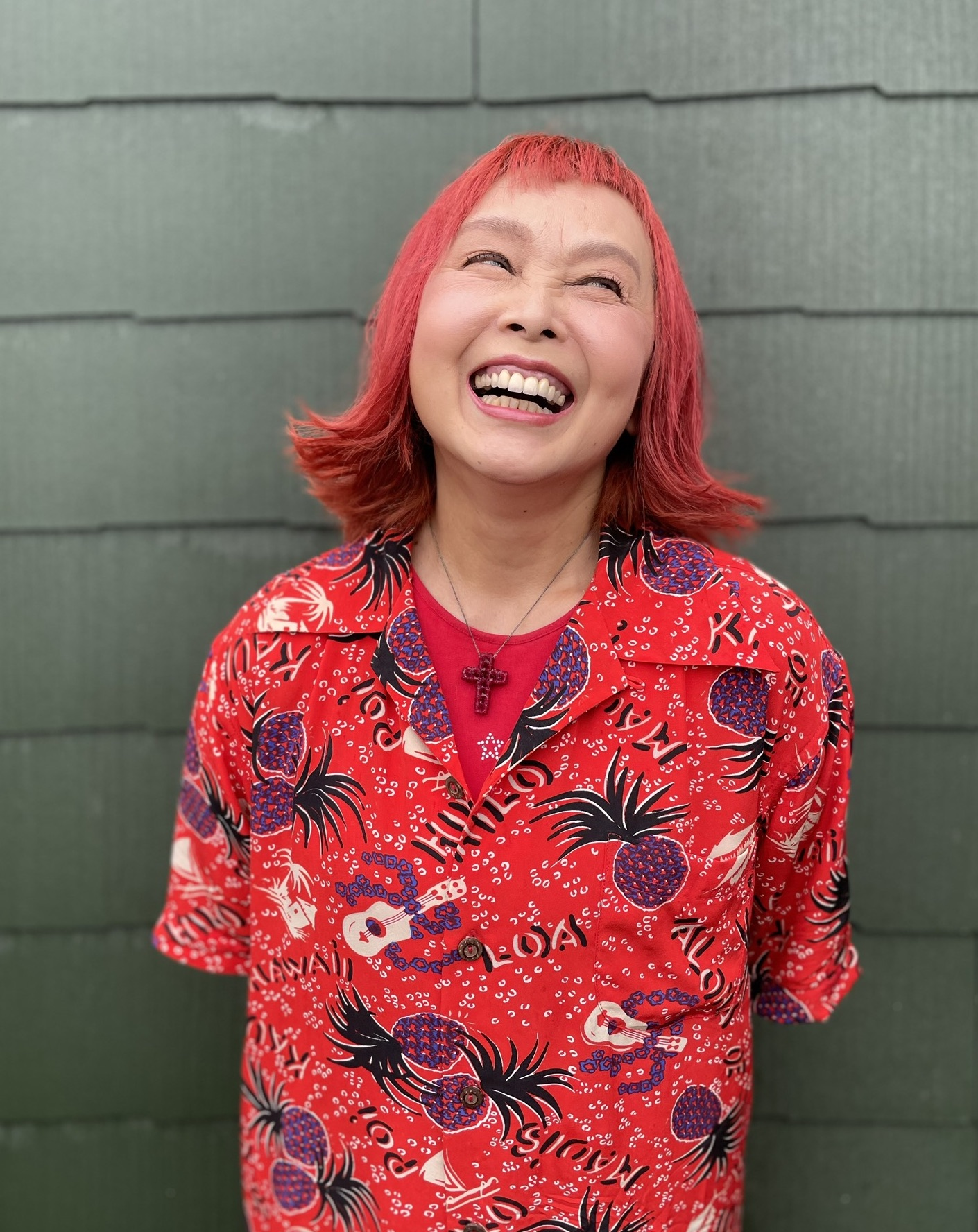
타카노 우라라

타카노 우라라(일본어: 高乃 麗 たかの うらら[*], 1961년 8월 16일~)는 일본의 여성 성우이다. 리맥스 대표이사이다. 옛날에는 켄 프로덕션 소속이었다. 지바현 토가네시 출신이며, 본명 및 구 예명은 타카야마 히사코(高山ひさ子)이다.